# Rania Nashar
 (avril 2023).
La mise en forme du texte ne suit pas les recommandations de Wikipédia : il faut le « wikifier ».
Les points d'amélioration suivants sont les cas les plus fréquents. Le détail des points à revoir est peut-être précisé sur la page de discussion.
- Les titres sont pré-formatés par le logiciel. Ils ne sont ni en capitales, ni en gras.
- Le texte ne doit pas être écrit en capitales (les noms de famille non plus), ni en gras, ni en italique, ni en « petit »…
- Le gras n'est utilisé que pour surligner le titre de l'article dans l'introduction, une seule fois.
- L'italique est rarement utilisé : mots en langue étrangère, titres d'œuvres, noms de bateaux, etc.
- Les citations ne sont pas en italique mais en corps de texte normal. Elles sont entourées par des guillemets français : « et ».
- Les listes à puces sont à éviter, des paragraphes rédigés étant largement préférés. Les tableaux sont à réserver à la présentation de données structurées (résultats, etc.).
- Les appels de note de bas de page (petits chiffres en exposant, introduits par l'outil «  Source ») sont à placer entre la fin de phrase et le point final[comme ça].
- Les liens internes (vers d'autres articles de Wikipédia) sont à choisir avec parcimonie. Créez des liens vers des articles approfondissant le sujet. Les termes génériques sans rapport avec le sujet sont à éviter, ainsi que les répétitions de liens vers un même terme.
- Les liens externes sont à placer uniquement dans une section « Liens externes », à la fin de l'article. Ces liens sont à choisir avec parcimonie suivant les règles définies. Si un lien sert de source à l'article, son insertion dans le texte est à faire par les notes de bas de page.
- La présentation des références doit suivre les conventions bibliographiques. Il est recommandé d'utiliser les modèles {{Ouvrage}}, {{Chapitre}}, {{Article}}, {{Lien web}} et/ou {{Bibliographie}}. Le mode d'édition visuel peut mettre en forme automatiquement les références.
- Insérer une infobox (cadre d'informations à droite) n'est pas obligatoire pour parachever la mise en page.

Pour une aide détaillée, merci de consulter Aide:Wikification.
Si vous pensez que ces points ont été résolus, vous pouvez retirer ce bandeau et améliorer la mise en forme d'un autre article.
Rania Mahmoud Nashar ( رانيا محمود نشر en arabe) est une femme d'affaires saoudienne qui occupe depuis 2017 le poste de PDG de l'une des plus grandes banques commerciales d'Arabie saoudite, Samba Financial Group (en). En devenant PDG, Rania Nashar est devenue la première femme à occuper un tel poste dans une banque en Arabie saoudite. Sa nomination a eu lieu dans le cadre du lancement de Vision 2030, un projet de réforme visant à promouvoir l'égalité des sexes dans le pays.
En plus de son rôle de PDG, Rania Nashar préside également le B20 Business Women Action Council, une association dont l'objectif est d'encourager la participation des femmes saoudiennes dans le secteur des affaires.
En reconnaissance de son leadership et de son impact, Rania Nashar a été classée au 97e rang de la liste des 100 femmes les plus puissantes du monde par Forbes en 2019. Elle a également été classée troisième sur la liste des 10 meilleures femmes d'affaires annuelles de Forbes au Moyen-Orient en 2020.

## Biographie
Rania Nashar a développé dès son jeune âge une passion pour les mathématiques et les sciences. Malgré les limites imposées aux femmes dans le domaine des STIM (sciences, technologie, ingénierie et mathématiques) en Arabie saoudite à l'époque, elle a choisi d'étudier ces disciplines. Elle s'est notamment intéressée à l'informatique et a acquis des compétences en travaillant sur des ordinateurs. Son intérêt pour le secteur bancaire a été influencé par son père, qui était banquier et régulateur du secteur bancaire. En 1997, Rania obtient un diplôme en informatique et technologie de l'information de l'Université King Saud de Riyad,. Elle a également suivi un programme de développement du leadership et a participé à plusieurs cours sur la gestion financière et des risques à la Darden School of Business de l'Université de Virginie à Charlottesville en 2012,.

## Carrière
En 1997, Rania Nashar rejoint Samba Financial Group (en), l'une des plus grandes banques commerciales d'Arabie saoudite, en tant qu'analyste informatique. Au fil des années, elle occupe différents postes au sein de la banque, développant ainsi une expérience diversifiée dans les domaines de la technologie de l'information, des opérations bancaires, de la gestion de projet et de la gestion des risques. En 2008, elle est nommée vice-présidente exécutive du département de la technologie de l'information de Samba Financial Group (en). En 2014, elle est promue directrice générale adjointe et responsable du département des risques.
En mai 2017, Rania Nashar fait l'histoire en étant nommée PDG de Samba Financial Group (en), devenant ainsi la première femme à occuper un poste de PDG dans une banque en Arabie saoudite. Cette nomination intervient dans le cadre du projet de réforme Vision 2030, qui vise à promouvoir l'égalité des sexes et à encourager la participation des femmes dans le secteur des affaires en Arabie saoudite. En plus de son rôle chez Samba Financial Group (en), Rania Nashar préside également le B20 Business Women Action Council, une association qui œuvre pour accroître la participation des femmes saoudiennes dans le secteur des affaires. Son leadership et son engagement en faveur de l'autonomisation des femmes dans le monde des affaires sont reconnus internationalement.
En 2019, Rania Nashar est classée au 97e rang sur la liste des 100 femmes les plus puissantes du monde par Forbes. En 2020, elle est également classée troisième sur la liste des 10 meilleures femmes d'affaires annuelles de Forbes au Moyen-Orient, témoignant ainsi de son influence et de son succès dans le domaine des affaires.

## Engagement
En tant que femme leader, Rania Nashar a occupé plusieurs postes de direction au sein du groupe Samba (en), l'une des plus grandes banques d'Arabie saoudite, avec un engagement fort en faveur de l'égalité des sexes. Elle a été la première femme à occuper les postes de responsable de l'audit en chef et de directrice du service de conformité du Conseil de coopération du Golfe, ainsi que la première femme saoudienne à être certifiée en tant qu'agent de lutte contre le blanchiment d'argent. Elle a également travaillé activement pour promouvoir l'égalité des sexes au sein de son entreprise en mettant en place des politiques pour accompagner les femmes salariées, notamment celles qui souhaitent fonder une famille sans quitter leur emploi. Son engagement en faveur de l'égalité des sexes a été un aspect clé de son leadership et de son travail au sein du groupe Samba.

## Contexte
En Arabie saoudite, le taux de participation des femmes au marché du travail est d'environ 23,5%, selon les statistiques de la Banque Mondiale de 2021.
Les femmes sont souvent confrontées à des obstacles pour accéder à l'emploi, tels que des stéréotypes de genre et des normes sociales qui limitent leurs possibilités de travail en dehors de la sphère domestique.
En conséquence, les femmes sont souvent sous-représentées dans le marché du travail, et lorsqu'elles y accèdent, elles sont souvent reléguées à des emplois précaires et peu rémunérés. Même lorsque les femmes ont accès à l'éducation et à l'emploi, elles continuent souvent à faire face à des obstacles tels que la discrimination salariale et la précarité de l'emploi.
Il est alors important d'accompagner ces femmes dans l'accès du marché au travail. C'est donc le combat de Rania Nashar, c'est la raison pour laquelle elle est investie dans le B20 Business Women Action Council et lutte pour l'égalité des sexes au sein des entreprises.